# NGC 7803
NGC 7803 في الفهرس العام الجديد، هي مجرة، تقع في كوكبة الفرس الأعظم. اكتشفت في 5 أغسطس 1886 بواسطة لويس سويفت.

## روابط خارجية
- NGC 7803 على موقع ويكي سكاي: DSS2, SDSS, GALEX, IRAS, Hydrogen α, X-Ray, Astrophoto, Sky Map, Articles and images